# Робер VIII Бертран де Брикбек
Робер VIII Бертран де Брикбек (Robert VIII Bertrand de Bricquebec) (1285—1348) — барон де Брикбек, виконт де Роншевиль, французский военный деятель, маршал Франции (1325—1344). Носил фамилию Бертран, приставку «де Брикбек» генеалоги добавили позже. Прозвище — Le chevalier au vert lion (рыцарь с зелёным львом) (на его гербе на золотом поле был изображён зелёный лев с червлёными когтями и языком).
Сын Робера VII Бертрана, барона де Брикбека (ум. до 1308), и Филиппы де Клермон.
От отца унаследовал баронию Брикбек, виконтство Роншвиль, сеньории Онфлёр, Барневиль-ла-Бертран, Бомонт-ан-Ож; от матери — пикардийские сеньории Оссэ, Нель, Руа, Авен.
В некоторых источниках сказано, что Робер VIII Бертран родился в 1273 году, в 1285 г. в 12-летнем возрасте участвовал в Арагонском крестовом походе в качестве оруженосца своего дяди Клермона де Неля (Clermont de Nesle), и в битве при Жероне (сентябрь) нанёс арагонскому королю Педро III тяжёлую рану, от последствий которой тот умер. Достоверность этой информации сомнительна, так как отец Робера VIII не мог родиться раньше 1260 года (его родители поженились в 1245).
С 1320 г. находился на службе у королей Филиппа V, Карла IV и Филиппа VI.
В 1321 г. направлен с дипломатической миссией к епископу Вердена для участия в мирных переговорах между графом Бара Эдуардом I и чешским королём Яном I. В результате было заключено перемирие.
В августе 1322 г. вместе с тестем — Анри де Сюлли и группой дворян послан в Англию с дипломатической миссией. Они оказались втянуты в войну с Шотландией и попали в плен, освобождены за выкуп в июне 1324 года.
В 1325 г. назначен маршалом. В 1327 г. военный наместник в Гаскони и Гиени. В 1328 г. участвовал в битве при Касселе. С 1335 г. член королевского Совета, военный наместник в провинциях, пограничных с Бретанью.
В 1338 г. после начала Столетней войны по приказу короля захватил остров Гернси (отвоёван англичанами в июле 1345).
Со 2 марта по 1 октября 1340 г. вместе с Матьё де Три командовал «отрядом маршалов» на рубежах графства Эно и Фландрии.
В 1341 г. в статусе королевского наместника пришёл на помощь Карлу де Блуа — новому герцогу Бретани. Занял Нант (ноябрь 1341), Ренн (май 1342), затем Ванн, Оре и Каре.
В 1341 г. вступил в конфликт с Жоффруа д’Аркуром (ум. 1356), третьим сыном Жана III, сеньора д’Аркур: тот имел виды на Жанну Бакон, дочь и наследницу Роже V Бакона, сеньора де Молэ, а Робер де Бертран женил на ней своего сына Гильома. В сентябре 1342 г. они при дворе обнажили мечи в присутствии короля. Их вызвали на судебное разбирательство в Парижский парламент. Жоффруа д’Аркур не явился и вскоре перешёл на сторону англичан.
В марте 1344 года Робер де Бертран сложил должность маршала Франции в связи с возрастом (его сменил Шарль I де Монморанси), при этом остался членом королевского Совета.
Умер от чумы 3 августа 1348 года.
С 3 мая 1318 года состоял в браке с Марией де Сюлли, дочерью Анри IV де Сюлли, барона де Шаль, главного виночерпия Франции, и Жанны де Вандом. Дети:
- Жанна, дама де Брикбек, виконтесса де Роншевиль. Её сын от первого мужа Гийом Пейнелл (ум. 1401/01) унаследовал баронию Брикбек, сын от второго мужа Ги де ла Рош-Гюйон (ум. после 1403) — виконтство Роншевиль.
- Роберт IX Бертран (1321—1346), барон де Брикбек, виконт де Роншевиль, погиб в битве при Креси.
- Гийом, барон де Брикбек, виконт де Роншевиль, погиб 14 августа 1352 г. в битве при Мороне.
- Филиппа Бертран, жена Жирара Шабо, сеньора де Рец, претендентка на виконтство Роншеваль.